# Osea Kolinisau
Osea Kolinisau (Suva, 17 novembre 1985) è un rugbista a 7 figiano, capitano della Nazionale di rugby a 7 delle Figi campione olimpica a Rio de Janeiro 2016.

## Biografia
Ha fatto il suo debutto internazionale con la Nazionale di rugby a 7 delle Figi nel 2008 nella tappa di Dubai delle World Rugby Sevens Series. Nel 2014 è divenuto capitano della nazionale, portando poi la squadra a due vittorie consecutive delle World Rugby Sevens Series nelle stagioni 2014-2015 e 2015-2016. Grazie a questi risultati, Kolinisau è il dodicesimo miglior marcatore di tutti i tempi della storia delle World Rugby Sevens Series con 122 mete e 1272 punti.
Ai giochi olimpici di Rio de Janeiro 2016, che hanno visto il ritorno del rugby a 7 nel programma dopo 92 anni di assenza, è stato portabandiera delle Figi e capitano della squadra olimpica di rugby a 7, che battendo la Gran Bretagna in finale per 43-7 con la prima meta segnata proprio da Kolinisau, ha vinto la prima storica medaglia d'oro olimpica nella storia delle Figi. Come campione olimpico e capitano della squadra, gli è stata conferita l'onorificenza di ufficiale dell'Ordine di Figi ed è stato rappresentato su una nuova banconota commemorativa da 7 dollari.
Attualmente gioca per gli Houston SaberCats in Major League Rugby.

## Palmarès

### Olimpiadi
- 1 oro (Rio de Janeiro 2016)

### World Rugby Sevens Series
- 2 vittorie (2014-2015, 2015-2016)